# Козацький хутір Галушківка

Козацький хутір Галушківка — етнографічний комплекс, розташований за адресою: Дніпропетровська область, Дніпровський район, Петриківська селищна громада, с. Гречане, вул. Козацька, 28.

## Історія створення
Галушківка була одним з невеликих поселень, заснованих козаками наприкінці 17 століття, яке від початку входило до складу Самарської, а з середини 18 століття — Протовчанської паланки Запорозької Січі.
Ідея створення музею народилася у 1991 році, після етнографічної експедиції Василя Скуратівського, яка проводила дослідження на території колишньої Протовчанської паланки, вивчаючи фольклор, архітектуру, народні одяг та мистецтво місцевих мешканців. Також етнографічними дослідженнями Петриківщини займався львівський етнограф Архип Данилюк.
У 2006 році художник Володимир Виборний прийняв рішення та у 2008 році заснував етноцентр «Козацький хутір Галушківка».

## Сучасність
На цей час етнографічний комплекс «Козацький хутір Галушківка» складається з макета козацького укріплення та трьох садиб, побудованих наприкінці 19-го століття.
У першій садибі розташовані корчма та етнографічний музей селянського побуту, у якому представлені предмети народного побуту та колекція козацької зброї. У другій — садиба місцевого художника. Третя — будинок гончара.
Також на території комплексу є музей Хреста, відкритий 13 жовтня 2013 року завдяки історику Вікторові Векленку та який є частиною етнографічного музею.
Експонатами музею є православні та католицькі хрести з різних регіонів України.
Працівниками комплексу проводяться екскурсії, майстер-класи з гончарства, Петриківського розпису, виготовленню ляльки-мотанки та карбування монети.